# Feyd-Rautha Harkonnen
Feyd-Rautha Harkonnen is een personage in de sciencefictionroman Duin (1965) van Frank Herbert en de hierop gebaseerde film (1984) van David Lynch. In de film wordt hij gespeeld door Gordon Sumner.
Harkonnen is de neef van baron Vladimir Harkonnen, de leider van de Harkonnen. Hij is de broer van Rabban die door baron Harkonnen tot gouverneur van de planeet Arrakis (of Dune) aangesteld wordt. Na de overwinning door Paul Atreides doodt deze Feyd-Rautha in een duel.